# Conversível

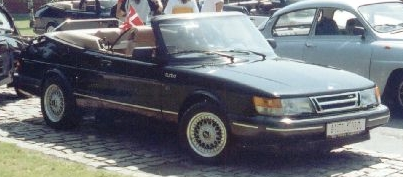
Saab 900 Conversível.

Um conversível (português brasileiro) ou descapotável (português europeu) (chamado ainda de cabriolé) é um estilo de carroceria de automóveis no qual o teto pode ser removido e depois recolocado no lugar. Deste modo ele pode ser convertido entre as funções de carro aberto e fechado por possuir as janelas laterais.
Em geral o teto é feito de lona ou vinil por serem materiais flexíveis o que permite o recolhimento dele em compartimento especial. Apesar disso existem modelos conversíveis com teto feito de materiais sólidos como o resto de sua carroceria usando formas mais complexas para recolher o teto. Teto sólido pode ser interessante para dar maior segurança ao veículo quando ele é deixado estacionado.
A remoção do teto com o seu recolhimento e a sua recolocação podem ser realizados manualmente ou através de acionamento elétrico como ocorre em muitos modelos.
O estilo conversível era o padrão no início da indústria automobilística até que surgiram os primeiros modelos com o interior totalmente fechado. Desde então o estilo foi abandonado e voltou a ser retomado apenas mais recentemente, principalmente nos modelos mais esportivos como por exemplo no Mazda MX-5.
Veículos conversíveis em geral são dotados de santantônio para proteção dos ocupantes em caso de acidente com capotagem.

## Carros brasileiros

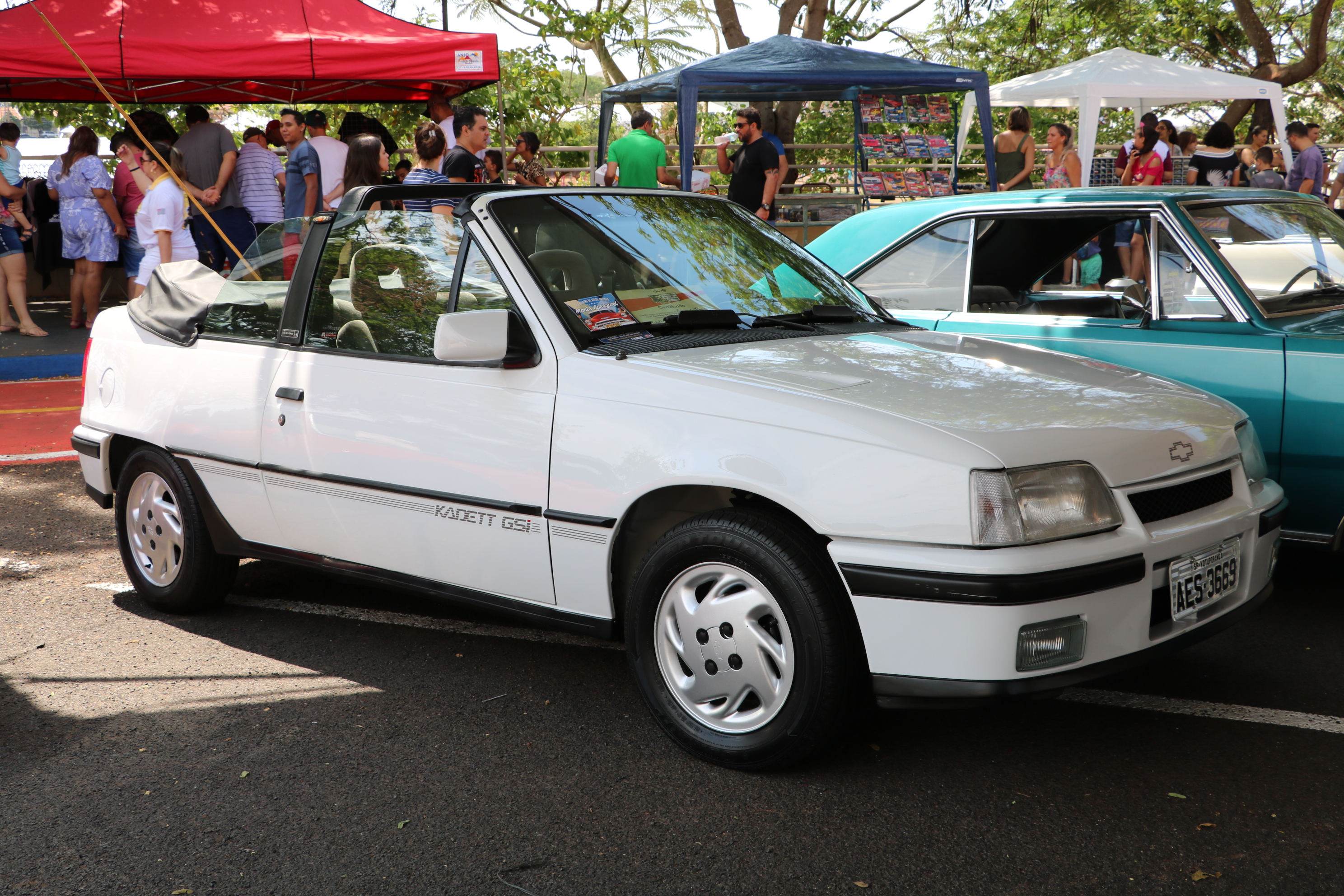
Chevrolet Kadett conversível

Estes são os carros já fabricados no Brasil no estilo conversível.
- Puma Spyder
- Puma GTS
- Puma GTC
- Ford Escort XR3
- Chevrolet Kadett GSi